# Maréchal Hulot
Pour les articles homonymes, voir Hulot.
Le maréchal Hulot est un personnage de La Comédie humaine d’Honoré de Balzac, né en 1766. 
Héros des guerres de la Première République, il apparaît dans Les Chouans, commandant les deux départements de la Mayenne et de l’Ille-et-Vilaine, où il déjoue un complot des réquisitionnaires de Fougères pour se procurer des armes. Il rallie Alençon entre 1798 et 1800. Il y apprend que le ci-devant « le Gars » (marquis de Montauran) a été envoyé en Bretagne pour commander les chouans.
À cette époque, après une entrevue avec Corentin et Marie-Nathalie de Verneuil, il prend un déguisement pour affronter le marquis de Montauran qu’il estime assez pour lui promettre de sauver ses biens pour son jeune frère, promesse qu’il exécute dans La Cousine Bette.
En 1808, il participe à la guerre d’indépendance espagnole, il est à Madrid. C’est là que le chirurgien chef lui raconte son histoire (La Muse du département).
En 1809, il est colonel des grenadiers de la Garde et prend une redoute et il est nommé comte de Forzheim. Le récit de ses exploits est fait dans La Cousine Bette, ainsi que dans le salon de Dinah de La Baudraye (La Muse du département).
De 1830 à 1834, il est commandant militaire des départements bretons, et il devient pair de France en 1838.
Grand admirateur de sa belle-sœur Adeline Hulot d’Ervy, il lui procure de l’aide en 1841. Nommé maréchal, il s’installe rue du Montparnasse. Puis, pressé par sa famille, il consent à épouser Élisabeth Fischer. Lorsque le maréchal Cottin lui apprend la situation de son frère, le maréchal Hulot s’empresse de rembourser les dettes d’Hector Hulot, ce qui retarde son mariage. Il meurt au mois d’août de cette même année, quatre jours avant la publication des bans de son mariage. Le frère du marquis de Montauran vient lui rendre un dernier hommage en suivant son convoi funèbre.
Le maréchal Hulot apparaît aussi dans La Vieille Fille.